# 耶稣会宫
耶稣会宫（Palazzo dei Gesuiti）是意大利南部城市莱切的一座巴洛克建筑，建于1579年到1583年，建筑师为耶稣会会士若瑟·巴莱里亚诺（Giuseppe Valeriano）。
学校设在一楼，图书馆，剧院和客房设于二楼。1767年耶稣会士被驱逐后，该建筑被分配给大学。1777年大学亦关闭，该建筑改为本笃会修道院。1807年约瑟夫·波拿巴将其改为法院。